# 糙叶山蓝
糙叶山蓝（学名：Peristrophe strigosa）为爵床科观音草属的植物，是中国的特有植物。分布在中国大陆的海南等地，生长于海拔600米的地区，一般生长在密林中，目前尚未由人工引种栽培。